# Чемпионат Европы по борьбе 1994
В 1994 году чемпионат Европы по греко-римской борьбе прошёл в Афинах (Греция), а чемпионат Европы по вольной борьбе — в Риме (Италия).

## Медалисты

### Греко-римская борьба
| Вес       | Золото                       | Серебро                             | Бронза                         |
| --------- | ---------------------------- | ----------------------------------- | ------------------------------ |
| до 48 кг  | Зафар Гулиев (Россия)        | Йожеф Хамзок (Венгрия)              | Иоаннис Агаджанян (Греция)     |
| до 52 кг  | Армен Назарян (Армения)      | Фархад Магеррамов (Белоруссия)      | Альфред Тер-Мкртчян (Германия) |
| до 57 кг  | Шереф Эроглу (Турция)        | Аристидис Рубенян (Греция)          | Мариан Санду (Румыния)         |
| до 62 кг  | Григорий Комышенко (Украина) | Агаси Манукян (Армения)             | Игорь Петренко (Белоруссия)    |
| до 68 кг  | Аттила Репка (Венгрия)       | Гани Ялуз (Франция)                 | Ислам Дугучиев (Россия)        |
| до 74 кг  | Эрол Коюнчу (Турция)         | Владимир Копытов (Белоруссия)       | Торбьёрн Корнбакк (Швеция)     |
| до 82 кг  | Томас Цандер (Германия)      | Гоча Цициашвили (Израиль)           | Сергей Насевич (Россия)        |
| до 90 кг  | Вячеслав Олейник (Украина)   | Сергей Кирильчук (Белоруссия)       | Стиг-Арильд Клевен (Норвегия)  |
| до 100 кг | Анджей Вроньский (Польша)    | Александрос Триантафилидис (Греция) | Георгий Салдадзе (Украина)     |
| до 130 кг | Александр Карелин (Россия)   | Дьёрдь Кекеш (Венгрия)              | Пётр Коток (Украина)           |

### Вольная борьба
| Вес       | Золото                        | Серебро                         | Бронза                        |
| --------- | ----------------------------- | ------------------------------- | ----------------------------- |
| до 48 кг  | Армен Мкртчян (Армения)       | Райнер Хойгабель (Германия)     | Виктор Ефтени (Украина)       |
| до 52 кг  | Намик Абдуллаев (Азербайджан) | Иван Цонов (Болгария)           | Сергей Замбалов (Россия)      |
| до 57 кг  | Анушаван Саакян (Армения)     | Багаутдин Умаханов (Россия)     | Асланбек Фидаров (Украина)    |
| до 62 кг  | Муарем Демиреген (Турция)     | Араик Багдадян (Армения)        | Джованни Скиллачи (Италия)    |
| до 68 кг  | Вадим Богиев (Россия)         | Араик Геворгян (Армения)        | Роман Мотрович (Украина)      |
| до 74 кг  | Насыр Гаджиханов (Россия)     | Туран Джейлан (Турция)          | Александр Лайпольд (Германия) |
| до 82 кг  | Рустем Келехсаев (Россия)     | Лукман Жабраилов (Молдавия)     | Ганс Гштётнер (Германия)      |
| до 90 кг  | Сослан Фраев (Россия)         | Владимир Матюшенко (Белоруссия) | Йозеф Логиня (Словакия)       |
| до 100 кг | Марек Гармулевич (Польша)     | Хайко Бальц (Германия)          | Али Каялы (Турция)            |
| до 130 кг | Мераб Валиев (Украина)        | Махмут Демир (Турция)           | Андрей Шумилин (Россия)       |